# 佐藤まりあ (女優)
佐藤 まりあ（さとう まりあ、1993年10月2日 - ）は、日本の女優（元子役）である。
神奈川県出身。

## 人物
新体操で神奈川県大会に出場。入賞経験がある。

## 出演

### 舞台・ミュージカル
- まいごになったハート（2005年） - リリー 役
- 葉っぱのフレディ〜いのちの旅〜（2006年） - カミキリムシ 役
- ドラゴンファンタジー2（2007年） - 炎の戦士ジッポー役
- 葉っぱのフレディ〜いのちの旅〜（2008年） - アン 役
- プリンセス・バレンタイン（2008年） - イライザ 役
- リトルプリンス（2009年） - パメラ 役
- アルプスの少女ハイジ（2009年）
- プリンセス・バレンタイン（2010年） - ロキシー 役
- 葉っぱのフレディ〜いのちの旅〜（2010年） - アン 役
- プリンセス・バレンタイン（2012年） - ロキシー 役
- Grease（2012年）
- FAME（2013年）
- シンデレラ・ストーリー（2013年） - 主演:シンデレラ 役
- 42nd Street（2014年） - 主演：ペギー 役
- Little Women〜若草物語〜（2015年） - ベス 役
- Wedding Singer（2015年） - 主演：ジュリア 役
- 虹色の子どもたち（2015年） - 主演：コウ 役
- つまづいても（2016年） - 主演：水野由紀 役